# Frente do Mediterrâneo (Segunda Guerra Mundial)
Durante a Segunda Guerra Mundial, a frente do mediterrâneo abrangeu a luta entre os Aliados e as forças do Eixo para conseguir o domínio do Mar Mediterrâneo e países limítrofes. Os combates esporádicos entre a Itália fascista de Benito Mussolini e a Luftwaffe alemã e os submarinos de Adolf Hitler contra a Marinha Real Britânica e a RAF (Força Aérea Real), caracterizaram a frente naval do Mediterrâneo. No sul da Europa, as fracassadas campanhas italianas nos Balcãs, motivaram uma reação alemã, que levou à subjugação das nações dos Balcãs. No norte da África os alemães do Afrika Korps e seus aliados italianos enfrentaram os britânicos pelo controle da Líbia e Egito. A guerra de partisans na Iugoslávia e na Grécia, a conquista aliada do norte da África e a subsequente invasão da Itália em 1943, completam este frente relativamente secundário da guerra.
Os combates travados na frente do Mediterrâneo, durante a Segunda Guerra Mundial, podem ser divididos em seis campanhas:
- A campanha do Eixo nos Balcãs: Guerra Greco-Italiana, Invasão da Iugoslávia, a Operação Marita e a Batalha de Creta.
- A guerra de suprimentos no mar Mediterrâneo: Batalha do Mediterrâneo.
- A luta dos partisans nos Balcãs.
- A campanha na África do Norte: Campanha Norte-Africana
- A invasão da Itália: Campanha da Itália
- O desembarque no sul da França: Operação Dragão.

Os países que enviaram quantidades significativas de seus exércitos nesta frente foram: África do Sul, Alemanha, Austrália, Canadá, Croácia, Estados Unidos, França (França Livre e França de Vichy), Grã-Bretanha, Índia, Itália, Nova Zelândia e Polônia. Partidários e partisans na Grécia e Iugoslávia lutaram contra as tropas das forças do Eixo, em termos semelhantes aos de um exército organizado. Tropas do Brasil e outros países da Commonwealth também participaram, embora suas contribuições não tenham sido decisivas. Embora parte da luta tenha acontecido na Albânia, Argélia, Egito, Líbia, Marrocos e Tunísia, as tropas desses países não lutaram ou apoiaram de modo esporádico ou incontínuo.

## Origem
Durante a Primeira Guerra Mundial, a Itália juntou-se à Entente Cordiale contra a Alemanha, com a promessa da Grã-Bretanha de receberia as costas ocidentais dos Balcãs. Após a guerra, a Itália reivindicou sua dívida, mas recebeu apenas um pequeno território ao redor da cidade de Trieste. A Itália havia perdido quase meio milhão de homens na guerra e não tinha obtido qualquer benefício com isso. Um débil governo italiano, que não pôde enfrentar os veteranos de guerra que protestavam diariamente nas ruas, e uma grave crise econômica, converteram a Itália em um dos países mais atrasados da Europa, incluindo o seu exército, um fator que trouxe problemas durante a segunda guerra mundial.
Em outubro de 1922, Benito Mussolini marchou junto com cerca de 10 mil camisas negras até Roma, intimidando ao rei Victor Emanuel III, que o nomeou primeiro-ministro.
Imediatamente, Mussolini começou a procurar colônias no norte da África e dos Balcãs, entretanto, ciente de sua própria fraqueza econômica e militar, decidiu dar início a um período de rearmamento e de industrialização, que deveria estar concluído até 1945.
A chegada de Hitler ao poder na Alemanha, forçou uma corrida da Itália para ocupar novas colônias, conquistando a Etiópia em 1936 e a Albânia, em 1939. Mussolini, consciente de que não iria conseguir competir em uma futura guerra, manifestou a Hitler o seu desejo de manter a neutralidade da Itália.
A invasão da Polónia e a Batalha da França, vencidas pela Alemanha, mudaram a opinião de Mussolini, que decidiu declarar guerra aos Aliados em 20 de junho de 1940, lançando uma invasão ao sul da França, que fracassou. Este revés não perturbou o líder italiano, já que ele achava que era uma questão de semanas para que a Grã-Bretanha também caísse, e em seguida, todas as suas possessões coloniais seriam presas fáceis.
Apesar da Grâ Bretanha não ser tomada, o teatro europeu de operações se estabilizou e Mussolini voltou sua atenção para o Norte de África.

## Consequências
Após a guerra, a economia arruinada semeou o descontentamento no Reino de Itália. O rei Victor Emanuel III caiu em descrédito, ao perder todas as colônias italianas que restavam na África, incluindo a Somália, apenas a Líbia permaneceu sob administração italiana, embora fosse claro que era apenas temporário. O rei abdicou em maio de 1946 em favor de seu filho Humberto II, mas ele governou apenas 33 dias, já que um referendo realizado em 12 de junho converteu a Itália em uma república. Em um tratado assinado em Paris em fevereiro de 1947, a Itália abriu mão de qualquer direito de possuir colônias em todo o mundo, também cedeu todas as ilhas do Mar Adriático que ficavam próximas aos Balcãs para a Iugoslávia, este país também recebeu a península de Ístria, a parte ocidental da atual Eslovénia e o porto de Fiume. A região ao norte de Ístria e Trieste foram colocadas sob administração internacional sob o nome de Território Livre de Trieste até 1952, quando a Itália recebeu parte do território correspondente à atual Província de Trieste e a Iugoslávia tomou o resto. As ilhas do Dodecaneso, sob o domínio italiano desde 1918, foram administradas pela Grã-Bretanha até 1947, quando foram anexados à Grécia sob fortes protestos da Turquia.
A Albânia conseguiu recuperar a sua autonomia e eventualmente se tornou um estado independente sob a liderança do ex-líder partisan Enver Hoxha. Durante a Guerra Fria, a Albânia conseguiu retirar-se do Pacto de Varsóvia sem que isso implicasse em uma aproximação ao bloco ocidental
Apesar de os comunistas do ELAS (do grego: Ellinikós Laikós Apeleftherotikós Stratós; Exército Popular de Libertação Nacional) terem controle sobre mais de 60% da Grécia, em 1944, sob pressão de Stalin e de outros grupos partisans, eles concordaram em formar um governo misto, que logo foi se afastando cada vez mais dos partidos comunistas. Incontentes por serem relegados para um segundo plano, o ELAS reuniu novamente cerca de 100 mil guerrilheiros e iniciou uma nova luta, desta vez contra o exército grego de 90 mil soldados (ver Guerra Civil da Grécia). A ajuda soviética esperado pelos membros da ELAS não foi obtida, já que Churchill e Stalin haviam chegado a um acordo em 1945 deixando a Grécia na zona de influência do bloco ocidental. Sem o apoio soviético, o ELAS foi derrotado em 1949 e a Grécia entrou na OTAN.
Na mesma reunião onde Churchill e Stalin decidiram o destino da Grécia, o destino da Iugoslávia também foi modificado. Na verdade, foi determinado que a Grã-Bretanha e a União Soviética, compartilhassem o domínio político na Iugoslávia, no entanto, quando Tito venceu a eleição em novembro de 1945, proclamou uma nova constituição e logo se tornou ditador. As relações entre Tito e Stalin tensas sempre foram, em 1948, a Iugoslávia foi expulsa do Cominform, e em 1956 promoveu a criação do Movimento dos Países Não Alinhados.
A Líbia foi capaz de obter a sua independência em 1952, enquanto a Tunísia e Marrocos conseguiram em 1956. A Argélia era a mais valiosa das colônias para a França, por isso só depois da Guerra de Independência da Argélia, que este país ficou livre do domínio francês.
Enquanto o Egito era oficialmente independente desde 1922, a interferência contínua do Reino Unido nos assuntos egípcios não terminou até que Gamal Abdel Nasser tomou o poder em 1954.